# أسي لو
أسي لو (بالإنجليزية: Acie Law) مواليد 25 يناير 1985 في دالاس، هو لاعب كرة سلة أمريكي بدأ مسيرته الإحترافية في سنة 2007. يبلغ طوله 6 قدم 3 بوصة (1.9 م).

## فرق لعب لها
- أتلانتا هوكس
- غولدن ستايت ووريورز
- شارلوت هورنتس
- شيكاغو بولز
- ميمفيس غريزليس
- نادي أولمبياكوس لكرة السلة

## إحصائيات المسيرة

### الرابطة الوطنية لكرة السلة

#### الموسم الاعتيادي
| السنة   | الفريق              | لعب | بدأ | دقيقة | ميداني% | ثلاثية | حرة  | ارتداد | صنع | استلاب | تصدي | نقطة |
| ------- | ------------------- | --- | --- | ----- | ------- | ------ | ---- | ------ | --- | ------ | ---- | ---- |
| 2007–08 | أتلانتا هوكس        | 56  | 6   | 15.4  | .401    | .206   | .792 | 1.0    | 2.0 | .5     | .0   | 4.2  |
| 2008–09 | أتلانتا هوكس        | 55  | 1   | 10.2  | .374    | .310   | .817 | 1.1    | 1.6 | .2     | .1   | 2.9  |
| 2009–10 | غولدن ستايت ووريورز | 5   | 0   | 13.2  | .643    | .333   | .800 | .4     | 1.4 | 1.2    | .0   | 6.2  |
| 2009–10 | شارلوت هورنتس       | 9   | 0   | 3.7   | .313    | .000   | .857 | .1     | .3  | .1     | .1   | 1.8  |
| 2009–10 | شيكاغو بولز         | 12  | 1   | 11.3  | .467    | .333   | .741 | 1.2    | 1.3 | .3     | .0   | 5.5  |
| 2010–11 | ميمفيس غريزليس      | 11  | 0   | 8.5   | .158    | .000   | .600 | 1.0    | 1.3 | .4     | .0   | 1.1  |
| 2010–11 | غولدن ستايت ووريورز | 40  | 0   | 15.8  | .467    | .200   | .759 | 1.3    | 1.8 | .7     | .0   | 5.1  |
| المسيرة |                     | 188 | 8   | 12.7  | .413    | .235   | .778 | 1.0    | 1.6 | .4     | .0   | 3.9  |

#### التصفيات
| السنة   | الفريق       | لعب | بدأ | دقيقة | ميداني% | ثلاثية | حرة   | ارتداد | صنع | استلاب | تصدي | نقطة |
| ------- | ------------ | --- | --- | ----- | ------- | ------ | ----- | ------ | --- | ------ | ---- | ---- |
| 2008    | أتلانتا هوكس | 7   | 0   | 8.7   | .750    | .000   | .900  | .3     | 1.1 | .3     | .0   | 3.0  |
| 2009    | أتلانتا هوكس | 6   | 0   | 4.7   | .333    | .333   | 1,000 | .3     | 1.0 | .0     | .0   | 1.3  |
| المسيرة |              | 13  | 0   | 6.8   | .529    | .333   | .909  | .3     | 1.1 | .2     | .0   | 2.2  |

## روابط خارجية
- أسي لو على موقع الدوري الأوروبي لكرة السلة (الإنجليزية)
- أسي لو على موقع إن بي أي (الإنجليزية)
- أسي لو على موقع سبورتس رفرنس (الإنجليزية)
- أسي لو على موقع كرة السلة الأوروبية.كوم (الإنجليزية)
- أسي لو على موقع كلية كرة السلة في سبورتس رفرنس.كوم (الإنجليزية)
- أسي لو على موقع ريلجم (الإنجليزية)
- أسي لو على موقع بروبوليرز (الإنجليزية)
- أسي لو على موقع سبورتس رفرنس (الإنجليزية)